# Fireworks - Vanno visti di lato o dal basso?
Fireworks - Vanno visti di lato o dal basso? (打ち上げ花火、下から見るか? 横から見るか?? lett. "Fuochi d'artificio, meglio guardarli da sotto o guardarli di lato?") è un film d'animazione del 2017 diretto da Akiyuki Shinbō.
Film d'animazione giapponese prodotto da Genki Kawamura per Shaft e distribuito da Toho, con una sceneggiatura scritta da Hitoshi Ōne e musiche di Satoru Kōsaki. È basato sull'omonimo dorama televisivo del 1993.
Il film è uscito in Giappone il 18 agosto 2017 e ha ricevuto recensioni miste dalla critica, che ne ha elogiato la musica e animazione. Vanno visti di lato o dal basso? ha incassato 26 milioni di dollari in tutto il mondo, diventando il settimo film anime di maggior incasso del 2017 e il film con il più alto incasso di Shaft.

## Trama
Norimichi Shimada e Nazuna Oikawa vivono nella città di Moshimo. Gli studenti fanno una scommessa sul fatto che i fuochi d'artificio siano rotondi o piatti nel cielo. Dopo aver trovato una piccola biglia di vetro, Nazuna, Norimichi e Yusuke si sfidano nella gara in piscina. Yusuke vince e Nazuna gli chiede di andare ad un appuntamento. Nazuna prepara una valigia e progetta di andarsene di casa. Yusuke si tira indietro all'appuntamento e Nazuna viene portata a casa da sua madre. Norimichi lancia la biglia, augurando fortuna e facendola riavvolgere il tempo. Quando si è svolta la gara, questa volta vince Norimichi e Nazuna gli chiede un appuntamento. Si dirigono verso la stazione ferroviaria, ma vengono catturati ancora una volta dalla madre di Nazuna e dal suo fidanzato. Norimichi scopre che i fuochi d'artificio sono piatti ed è consapevole di essere in una linea temporale alternativa. Desidera un'altra possibilità di fuggire con Nazuna, lancia la biglia da un faro e inverte di nuovo la rotta. La aiuta a eludere la famiglia e a salire sul treno. Vengono catturati di nuovo dagli altri. Quando Yusuke spinge i due giù dal balcone, Norimichi usa la biglia ancora una volta, desiderando che nessuno li veda. Il tempo torna indietro e il treno prende un percorso diverso, lasciando i due nella stessa città incapsulati in una cupola di vetro. Dopo che un pirotecnico usa la biglia come carica di fuochi d'artificio avanzata, esplode nel cielo. Dopo aver visto il futuro all'interno del frammento, Nazuna e Norimichi si abbracciano. Il giorno dopo, la scuola nota l'assenza di Nazuna e Norimichi.